# Pióropusz płaszcza
Pióropusz płaszcza – pionowy strumień nagrzanej materii, objawiający się na powierzchni Ziemi plamami gorąca (ang. hot-spots). Nad pióropuszem płaszcza tworzy się zwykle kopułowate nabrzmienie o wysokości do 2 km i średnicy do tysiąca km, w obrębie którego odbywają się procesy wulkaniczne. Pióropusze płaszcza przez długi okres mogą pozostawać w tym samym miejscu, ale litosfera ponad nimi przesuwa się. Prowadzi to do stopniowego przemieszczania się plamy gorąca w stosunku do powierzchni litosfery. Najlepszym dowodem na to zjawisko jest archipelag Hawajów, gdzie powstaje nowa wyspa wulkaniczna Kama‘ehuakanaloa, która zapewne niedługo się wynurzy.
Tematyka pióropuszy płaszcza jest obecnie źródłem gorących debat w środowisku geologów. Wiele punktów tej teorii jest podawanych w wątpliwość; zanim jednak zajmiemy się kontrowersjami, prześledźmy kanoniczny obraz pióropusza płaszczowego.

## Obraz kanoniczny
Historia pióropusza rozpoczyna się na granicy między płaszczem a jądrem (ang. core-mantle boundary, CMB), gdzie ciepło uciekające z zewnętrznego jądra doprowadza do wykształcenia się niestabilności termicznej. W skali milionów lat niestabilność ta wznosi się przez dolny płaszcz, formując charakterystyczny meduzowaty kształt. Zgrubnym przybliżeniem z życia codziennego może być kształt, jaki formuje bańka powietrzna, przedzierająca się w kierunku powierzchni wody. Za kopułowatą "główką" ciągnie się nieregularny "ogon" gorącej materii. Przy obecnym stanie wiedzy można przypuszczać, że opis ten jest daleko idącym uproszczeniem: ze względu na istniejące prawdopodobnie w dolnym płaszczu ruchy poziome zarys pióropusza może zostać zupełnie rozmyty. Ruch materii pióropusza do góry odbywa się na zasadzie pełzania skał; nie są one najprawdopodobniej stopione, a raczej zbliżają się do temperatury topnienia bardziej niż skały okoliczne dzięki swojej wyższej temperaturze.
W górnym płaszczu (czyli na głębokościach mniejszych niż 1000 km) gorące skały natrafiają na liczne przejścia fazowe skał płaszcza. Ze względu na zmiany ciśnienia, skały występują w różnych formach krystalicznych; ściskanie powoduje coraz ciaśniejszy układ atomów w sieci krystalicznej, czemu towarzyszą przemiany termodynamiczne. Pewna szczególnie wyraźna granica występuje na głębokości 660 km i istnieją wątpliwości, czy pełznące do góry skały mogą przejść tę granicę, nie naruszając swojej struktury. Gdy założymy jednak, że pióropusz przejdzie do górnego płaszcza w swoim pierwotnym kształcie, w końcu natrafi na granicę skorupy ziemskiej. W przypadku grzbietu hawajskiego była to skorupa oceaniczna płyty pacyficznej.
Podnosząca się temperatura powoduje najpierw wytapianie się niektórych frakcji materiału skalnego, które - gdy tylko uzyskają stan płynny - mogą przebijać się przez skorupę w postaci gwałtownych intruzji magmowych. Podnosząca się "głowa" pióropusza rozpłaszcza się i rozlewa po objętości astenosfery, osiągając - jak się przypuszcza - nawet do 1500 km średnicy. To nabrzmienie powoduje podniesienie się skorupy oceanicznej w owo charakterystyczne kopułowate wyniesienie, którego wysokość nad okoliczną skorupę może osiągać nawet 2 kilometry. Warto zauważyć, że przy tak dużej średnicy nachylenie stoków kopuły nie przekroczy kilku stopni kątowych - jest to więc relatywnie płaskie nabrzmienie, biorąc pod uwagę nasze wyobrażenie "kopuły". Podnosząca się magma przebija się w końcu przez scienioną skorupę w serii potężnych wybuchów magmy. Często tłumaczy się w ten sposób powstanie tzw. dużych prowincji magmatycznych, czyli osiągających paręset kilometrów średnicy wielkich formacji skał wylewnych. Przez pęknięcia w skorupie znajduje ujście potężna masa skał, formując charakterystyczne serie bazaltów i ryolitów.
Gdy opadnie pierwsza fala magmatyzmu i wyczerpie się materiał z "głowy" pióropusza, do powierzchni zaczyna docierać jego "ogon" - stosunkowo wąska kolumna gorącego materiału. Ponieważ pióropusz jest relatywnie nieruchomy względem płynących na powierzchni Ziemi płyt litosferycznych, skorupa przesuwa się nad nim w swoim tempie, liczonym mniej więcej w dziesiątkach kilometrów na każdy milion lat. W punkcie, w którym kolumna gorącej magmy dotyka przesuwającej się skorupy, formuje się ciąg wulkanów; w przypadku skorupy oceanicznej są to podmorskie góry wulkaniczne, które mogą osiągnąć poziom morza, by stać się archipelagiem wysp wulkanicznych. Cały proces przypomina nieco przesuwanie kartki papieru nad płonącą świecą: ogień zostawia liniowy ślad na powierzchni papieru. Analogia ta dobrze też ilustruje zależność powstałego łańcuchu struktur wulkanicznych od ruchu płyty. W przypadku grzbietu wysp hawajskich oraz podwodnych Gór Cesarskich istnieje charakterystyczne skręcenie prostoliniowego biegu gór wulkanicznych, interpretowane jako skręt płyty pacyficznej około 47 milionów lat temu.
Powstawanie wulkanów w miejscu ujścia pióropusza trwa do czasu wyczerpania się gorącego materiału w płaszczu. Istnieje oczywiście możliwość, że powstałe w ten sposób osłabienie powierzchni skorupy ziemskiej stanie się zalążkiem niezależnego procesu tektonicznego, niezwiązanego już z pierwotnym źródłem z głębokiego płaszcza.

## Kontrowersje
Debata dotyczy zarówno charakteru, genezy, jak i samego istnienia pióropuszy. Podstawowa wątpliwość dotyczy ich źródła; mogą one bowiem pochodzić bezpośrednio z granicy między płaszczem a jądrem lub powstawać dopiero w górnym płaszczu. Istota problemu polega na wątpliwości, czy ze względu na obecność w płaszczu wyraźnych granic sejsmicznych (np. granicy leżącej na głębokości 660 km) możliwe jest nieprzerwane wznoszenie się gorącego materiału przez całą jego grubość. Często proponuje się model mieszany, w którym gorące masy skalne wznoszą się od granicy między płaszczem a jądrem, a w górnym płaszczu następuje rozmycie ich zarysu i uformowanie się nowego systemu pióropuszy, częściowo dynamicznie niezależnego od tego występującego w dolnym płaszczu. Wątpliwość ta jest połączona z dyskusją nad charakterem konwekcji termicznej w płaszczu, która również może być dwupiętrowa.
Ze względu na pewną niejednoznaczność danych sejsmicznych wątpliwa jest również identyfikacja poszczególnych pióropuszy. Jako że większość znanych "pióropuszy" występuje w strefach i tak aktywnych sejsmicznie (np. grzbietach śródoceanicznych), istnienie w tych rejonach plam gorąca może być również tłumaczone bez przywoływania źródeł z głębokiego płaszcza. Również charakterystyczny obraz pióropusza, w którym pod szeroką "głową" ciągnie się długi "ogon" nie zawsze pasuje do odpowiednich struktur tektonicznych na Ziemi. Często obserwuje się spontaniczny wzrost aktywności magmatycznej bez poprzedzającego go etapu kopułowatego podniesienia czy też pojedynczego wzrostu aktywności magmatycznej, który byłyby wymagany, gdyby jego źródłem był klasycznie rozumiany pióropusz. Dla przykładu, nie obserwuje się obecności wielkiej prowincji magmatycznej na końcu opisywanego łańcucha hawajskiego. Symulacje komputerowe często prowadzą jednak do konstatacji, że w skomplikowanych i niejednorodnych warunkach płaszcza Ziemi wznoszące się zaburzenia termiczne mogą przybierać najróżniejsze kształty, niekoniecznie odpowiadające "kanonicznemu" obrazowi pióropusza.
Aktywnie działający obecnie przeciwnicy teorii pióropuszy odnajdują liczne "płytkie" alternatywy dla głębokich źródeł płaszczowych, które mają tłumaczyć te same obserwacje. Nie sposób orzec obecnie, która ze stron ma rację, kilka przykładów może jednak stanowić dobrą ilustrację dla stopnia złożoności zagadnienia i kontrowersyjności tematu pióropuszy.
Jedną z propozycji jest hipoteza propagujących pęknięć. Wedle tego punktu widzenia, powstawanie postępowych łańcuchów wulkanicznych (typu archipelagu hawajskiego) można tłumaczyć propagującym w jednym kierunku osłabieniem skorupy oceanicznej. Jeśli przyjmiemy, że płyta litosferyczna poddana jest jednorodnym siłom rozciągającym, można skonstruować modele geofizyczne przewidujące stopniowe przesuwanie się liniowego pęknięcia od brzegu płyty w kierunku jej środka - podobnie jak w rozciąganej kartce, która najpierw rozrywa się na brzegu, a dopiero później pęknięcie przesuwa się. Strefa pęknięć jest osłabiona, co objawia się przenikaniem na powierzchnię intruzji magmowych, dających w rezultacie na powierzchni progresywny łańcuch gór wulkanicznych.
Inne propozycje uwzględniają niestabilności grawitacyjne na granicy między dolną skorupą kontynentalną a płaszczem, powodujące tzw. proces odklejania (ang. delamination). W pewnych warunkach - np. spowodowanych przejściami fazowymi - płaty dolnej skorupy ("korzenia" kontynentalnego) mogą stać się na tyle cięższe od otaczającego je płaszcza, że toną w nim, odrywając się od leżących nad nimi mas skalnych. Puste miejsce po odklejonej litosferze zajmują gorętsze skały płaszcza, które mogą podnieść leżącą nad nimi skorupę, wywołując charakterystyczne "kopułowate" podniesienie. Ponieważ skorupa staje się w tym miejscu cieńsza, istnieje również większe prawdopodobieństwo przeniknięcia na powierzchnię magmy, np. wzdłuż starych uskoków odmłodzonych w czasie dźwignięcia powierzchni, co może stać się zaczynem dla powstania wielkich prowincji magmatycznych.

## Podsumowanie
Istnieją więc liczne "płytkie" alternatywy dla hipotezy pióropuszy płaszcza, z drugiej jednak strony wieloletnie badania sejsmiczne potwierdziły z dużym stopniem prawdopodobieństwa istnienie w płaszczu ziemi regionów o większej temperaturze, wznoszących się w kierunku powierzchni. Wielu badaczy skłania się więc dziś do "drogi środka", wedle której nie kwestionuje się już obecności pióropuszy, ale również i nie przypisuje się rutynowo każdej formie niespodziewanej aktywności sejsmicznej "własnego pióropusza". Wnętrze Ziemi jest na tyle złożonym środowiskiem, że można spodziewać się w nim swoistego współdziałania między niestabilnościami termicznymi zrodzonymi w głębokim płaszczu a wysoce niejednorodnym i dynamicznym środowiskiem górnego płaszcza oraz skorupy ziemskiej.
Znaczna ilość artykułów w języku angielskim na temat kontrowersji znajduje się na stronie www.mantleplumes.org: , choć redaktorzy strony skoncentrowani są raczej na poszukiwaniu alternatyw dla teorii pióropuszy niż na potwierdzaniu ich istnienia.